# Casper Andreas
Casper Andreas (nascut el 28 de setembre de 1972) és un actor, director de cinema, guionista i productor de cinema suec amb seu a la ciutat de Nova York. És obertament gai.

## Carrera
Andreas va néixer a Suècia. Va fer el seu debut al llargmetratge com a director amb la comèdia romàntica Slutty Summer (2004). Des de llavors, ha dirigit nombroses pel·lícules guardonades, com ara A Four Letter Word (2007), Between Love and Goodbye (2008), The Big Gay Musical (2009), i Violet Tendencies (2010). La seva pel·lícula més recent Going Down in LA-LA Land va aparèixer a diversos festivals de cinema el 2011. Variety va suggerir que Andreas "mostra signes de talent madurant" amb aquesta pel·lícula i va qualificar la seva actuació de "perillosament sexy"
Andreas ha treballat amb talents com Mindy Cohn, Alec Mapa, Bruce Vilanch i Marcus Patrick. És el cap d'Embrem Entertainment.

### Going Down in LA-LA Land
Basat en l'obra literària d'Andy Zeffer, Casper Andreas va dirigir la pel·lícula de 2011 Going Down in LA-LA Land. La pel·lícula segueix un actor en dificultats, Adam, mentre es trasllada a Hollywood i intenta entrar en el negoci del cinema. Amb la instància del seu amic Nick, Adam pren un paper davant de la càmera i es converteix en un èxit instantani... en la pornografia gai.
| « | "És la Pretty Woman gai", afirma l'Andreas, "No estava pensat per enlluernar la indústria del porno de cap manera, però necessitava mostrar com (Adam) es deixa seduir per ella.. Adam perd el control.". | » |

### Kiss Me, Kill Me
L'octubre de 2014, Casper Andreas amb el guionista i productor David Michael Barrett va llançar una campanya de finançament per a un nou projecte cinematogràfic titulat Kiss Me, Kill Me.

## Filmografia
| Any  | Títol                                  | Paper                              | Notes                                                          |
| ---- | -------------------------------------- | ---------------------------------- | -------------------------------------------------------------- |
| 1996 | Close Up                               | Policia                            | actor                                                          |
| 1997 | Colin Fitz Lives!                      | Mats                               | actor                                                          |
| 1998 | Celebrity                              | Nicole's Stylist (sense acreditar) | actor                                                          |
| 1999 | Serpent's Breath                       | Jack                               | actor                                                          |
| 2000 | Citizen James                          | Brandon                            | actor                                                          |
| 2001 | Hunger                                 | Scissors                           | actor                                                          |
| 2003 | Marci X                                | Hairdresser (sense acreditar)      | actor                                                          |
| 2004 | Marmalade                              | Helmut                             | actor                                                          |
| 2005 | Hitch                                  | Sebastian (sense acreditar)        | actor                                                          |
| 2006 | Little Children                        | 2n policia a la piscina            | actor                                                          |
| 2004 | Slutty Summer                          | Markus                             | director; guionista; actor                                     |
| 2005 | Mormor's Visit                         |                                    | director; guionista; curtmetratge, 16 minuts                   |
| 2007 | A Four Letter Word                     |                                    | director; guionista                                            |
| 2008 | Between Love & Goodbye                 |                                    | director; guionista                                            |
| 2009 | Saying Goodbye                         |                                    | director; guionista; curtmetratge, 11 minuts                   |
| 2009 | The Big Gay Musical                    | Usher                              | director; actor                                                |
| 2010 | Violet Tendencies                      | Markus                             | director; actor                                                |
| 2011 | Going Down in LA-LA Land               | Nick                               | director; guionista; actor; basat en la novel·la d'Andy Zeffer |
| 2011 | Contracts (Everything's Gonna Be Pink) | Johan                              | actor                                                          |
| 2012 | Welcome to New York                    | Christopher                        | actor; curtmetratge, 30 minuts                                 |
| 2013 | Ett Sista Farväl (A Last Farewell)     |                                    | director; guionista; suec curtmetratge, 13 minutes             |
| 2015 | The Adderall Diaries                   | Nate Sweetzer                      | actor                                                          |
| 2015 | Kiss Me, Kill Me                       | Dr. Winters                        | director; actor                                                |
| 2016 | Flatbush Luck                          | Sebastien                          | director; guionista; actor                                     |
| 2016 | I Dream Too Much                       | Photographer                       | actor                                                          |
| 2016 | Killing Joan                           | Anson                              | actor                                                          |
| 2018 | Wild Nights with Emily                 | Joseph Lyman                       | productor; actor                                               |